# Северщина

Печать Олега Святославича, князя Черниговского. После 1094 года.

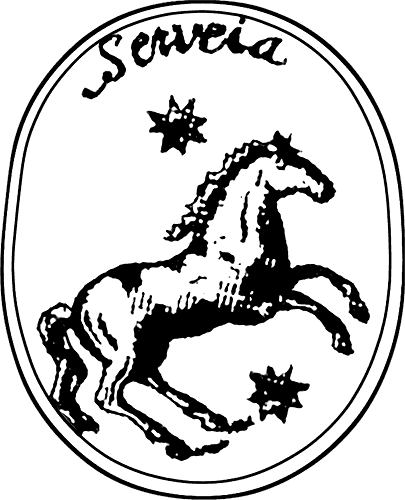
Герб «Севея» с государственной печати. 1699 год.

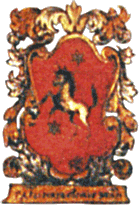
Герб Северной страны из жалованной грамоты Екатерины I, XVIII век.

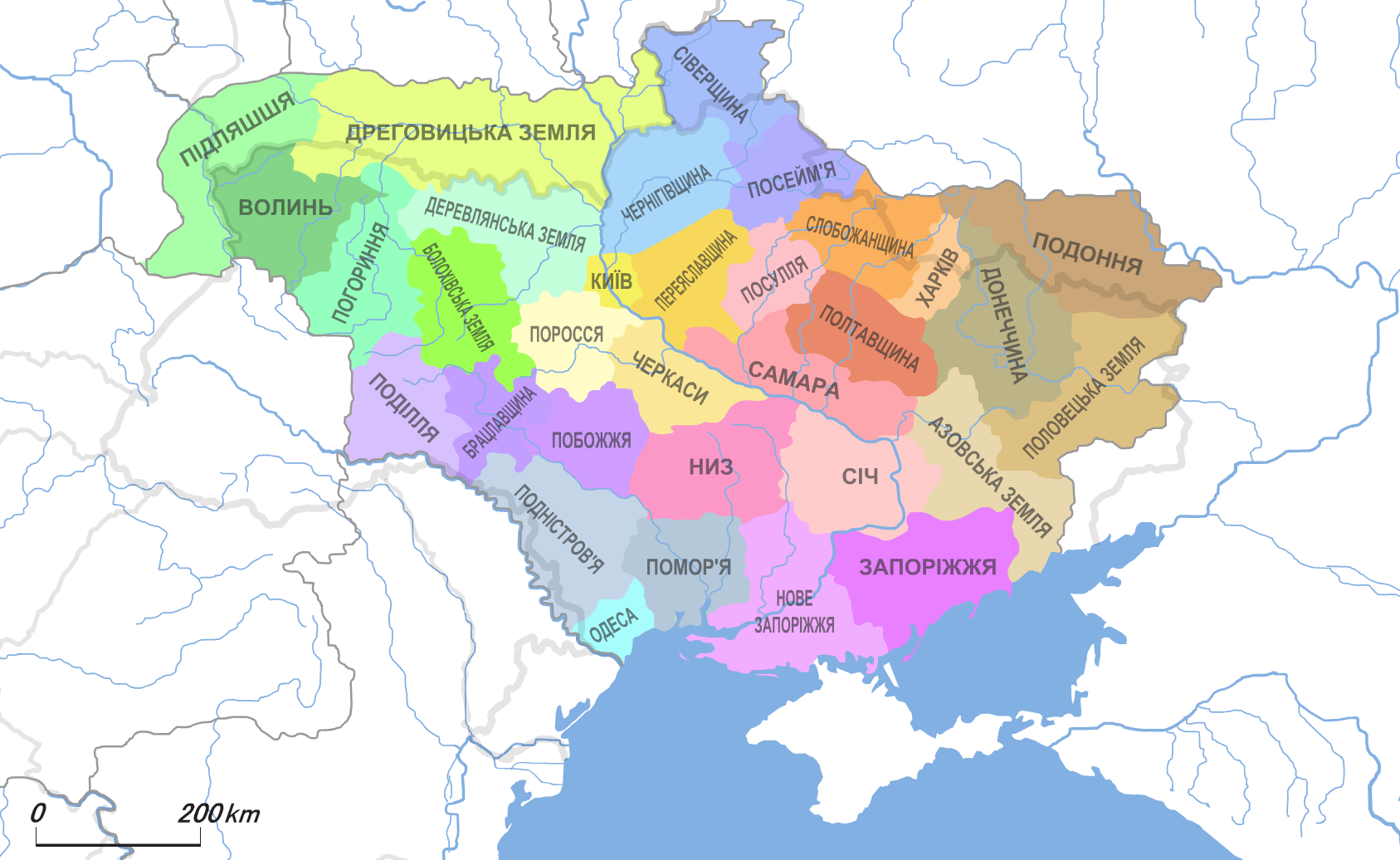
Северщина в составе УНР, 1918 год.

Се́верщина (также — Северская земля, Северское княжество, Сивер, Сивера, Сиверщина, Сиверская земля, Сиверская сторона, Сиверска украина, Сиверский край, Севея, Сиверия (Severia); укр. Сіверщина, Сіверська земля, бел. Севершчына, Северская зямля, пол. Siewierszczyzna, Ziemie siewierskie) — историческая область и удельное княжество Руси. 
Термин «Северская земля» фигурирует в источниках с конца XIV века, выходит из употребления в первой половине XVIII века. Северская земля охватывала северо-восток современной Украины, юго-восток современной Беларуси и юго-запад современной России, занимая территории бассейна средней и нижней Десны, Посемья и нижнего Посожья. Название получила по основному славянскому племени, населявшему данную территорию, — северянам. Более позднее население — севрюки.
Исторически «Северская земля» охватывала только часть ареала расселения племени северян — собственно, те территории, которые во второй половине XI — первой половине XIII веков входили в состав Черниговского княжества. Существовало также удельное Северское княжество, подчинённое Чернигову. 
Термин «Северщина» является более широким и охватывает все этнографические земли племени северян, известные по археологическим памятникам древнерусской эпохи. Часть этих земель находится в составе Российской Федерации (земли возле Брянска, Рыльска, Курска, Белгорода и Орла).

## История
При сыне Владимира, позже Святого, Мстиславе Тмутараканском, было положено начало Северской земле Руси, как особой области, но настоящим основателем этого княжества был сын Ярослава Мудрого Святослав, и при нём позже из области северян выделилось особое Переяславское княжество на Посулье. 
Область, населённая племенным союзом северян, граничащая на западе с землёй полян (оба берега реки Днепр), на севере — с землёй радимичей (бассейн реки Сож), на северо-востоке — с землёй вятичей (бассейн реки Оки), на юге — с половцами.
В составе Руси, в XI веке это часть Черниговского княжества, в XII—XIII веках — Новгород-Северское княжество, Глуховское княжество (впоследствии распалось на Глуховское, Новосильское, Белёвское, Одоевское, Воротынское и Устивское княжества) и Переяславское княжество. После монгольского погрома Северские княжества измельчали и обеднели. Северщина редко упоминалась в письменных источниках XIII века, из-за чего историкам мало известно об этом периоде.
В XIV веке — части Новосильского и Брянского княжеств и левобережная часть Киевского княжества. В 1555 году в указе о сборе войска для похода на Крымское ханство, в числе «сиверских» (северских) городов называются города бывшего Новосильского княжества — Меченск (Мценск), Одоев, Белёв и Новосиль.
В конце XIV — первой половине XV века на территории Северщины возникли татарские политические образования (Глинское княжество и Еголдаева тьма), находившиеся в вассальной зависимости от Великого княжества Литовского.
Северяне заселили земли далеко к югу за р. Сулу, а также по Псёлу и по Ворскле. К югу — к Чёрному и Азовскому морям — вели пути из Северской земли; там основана была русская колония Тмутаракань, находившаяся в теснейшей связи именно с Чернигово-Северской землёй. С появлением в южнорусских степях половцев, а позднее и монголо-татар, северянское население должно было подвинуться к северу и востоку, заняв часть земель вятичей.
Города северян: Чернигов, Переяславль, Любеч, — славились торговлей с Византией, наряду с Киевом и Смоленском. Город Глухов продолжительное время был столицей Войска Запорожского и в нём находилась резиденция гетмана.
Археологические данные свидетельствуют, что северяне имели довольно высокий уровень культуры. С XVI по XVII век формировался особый северский стиль иконописи. На него сильно повлияли консервативные византийские образцы, преобладавшие в Московском княжестве.

## Чернигово-Северское княжество
Черниговское княжество было образовано в 1024 году, причём северяне внесли заметный вклад в победу при Листвене, где был разбит Ярослав Мудрый. Кроме северян, княжество населяли также радимичи, вятичи, мещера, мурома.
После обособления Переяславского княжества (1054) и Муромо-Рязанского княжества (1127) в историографии княжество обозначается как Чернигово-Северское. В настоящее время это Черниговская, Сумская, Харьковская, часть Полтавской области Украины и Брянской, Курская, Белгородская, Орловская, Тульская и Калужская области России. В 1097 году из Чернигово-Северского было выделено Новгород-Северское княжество, которое помимо юго-востока Черниговщины, включало в себя территории современных Брянской, Курской и Сумской областей.
Сыновья Святослава Ярославича после смерти своего отца (1076) рисковали остаться без наследства: черниговским князем сначала стал Всеволод Ярославич. Олег Святославич совместно с половцами организовал поход на Чернигов, который, хотя и был неудачным, закончился сражением, в котором погиб великий князь киевский Изяслав Ярославич, поддержавший Всеволода. Всеволод занял киевский престол, а в Чернигове сел его сын Владимир Мономах (1078). В 1094—1097 годах Олег участвовал в масштабной междоусобной войне, в которой он с помощью половцев ненадолго овладел Черниговом (1094), боролся за Ростов и Муром, и в итоге Святославичи получили отцовское наследство по решению Любечского съезда (1097).
В 1167 году пресеклась династия потомков Давыда Святославича, Муром и Рязань закрепились за потомками Ярослава Святославича, Новгород-Северский — за потомками Святослава Ольговича. О походе его сына Игоря (1150—1202) против половцев повествует «Слово о полку Игореве».
Христианство рано распространилось в Северской земле. Самостоятельная епархия (в Чернигове) была открыта в 922 г.; первым епископом был Неофит. В Чернигове старейший из всех русских соборных храмов — Спасо-Преображенский: он старее киевского и новгородского Софийских; постройка начата при Мстиславе Тмутараканском, до 1034 г.; в нём похоронены многие князья черниговские. Возле Чернигова два монастыря княжеского периода — Елецкий и Ильинский; подле Новгород-Северска — знаменитый Спасо-Преображенский Новгород-Северский мужской монастырь. Из Северщины вышли преподобные Антоний и Феодосий (последний — родом из Курска), основатели Киево-Печерской лавры; по всей вероятности, из Северщины происходил и Даниил Паломник.
Из городов выделялись Чернигов, сохранивший доселе многое из старины, Новгород-Северский, Глухов, Стародуб, Курск, Путивль, Рыльск, Любеч, Новосиль, Остёр, Переяславль. В этой области была своя монетная единица — гривна особого типа, переходная форма между киевской и новгородской гривнами. По форме была близка к киевской, а по весу — к новгородской.
В ходе монгольского нашествия (1238—1239) чернигово-северские земли были разорены (вошла в историю героическая Оборона Козельска), Новгород-Северский утратил свой прежний статус, титул великого князя черниговского сохранил лишь номинальное значение. Михаил Всеволодович Черниговский отказался пройти обряд поклонения в Золотой Орде и был убит (1246). Сильнейшими князьями стали брянские, владевшие всеми землями, за исключением верховских княжеств.

## В составе Великого княжества Литовского
В XIV веке Посемье вошло в состав Киевского княжества, остальные земли вошли в состав Великого княжества Литовского.
После монголо-татарского нашествия оседлое население отодвинулось за рубежи Десны и Сейма, ища убежища на лесистых юго-западных склонах Среднерусской возвышенности. Промысловый же люд, занимавшийся охотой, рыболовством и бортничеством в отдалённых покинутых угодьях («уходах»), с этой поры выступает под именем «севруков», и значительные округа самих уходов именуются «севирами», или «сиверами».
Правители Великого княжества Литовского и Русского установили свои резиденции в Новгороде-Северском, Трубчевске и Стародубе. Несмотря на потерю самостоятельности, Северские земли выступают в качестве территориальных единиц и в московско-литовский период истории, то в виде Ducatus Severia, то в виде Северской украйны.

## В составе Русского государства
После поражения литовцев в битве при Ведроши Северское княжество было присоединено к Московскому государству. В титуле русского царя Ивана III появилось дополнение «Северныя страны Повелитель», то есть всех Северских земель повелитель. Это владение оставалось в титуле российских монархов до XX века, вплоть до Николая II. Потомки северских князей перебрались в Москву, где от них пошёл род Трубецких.
Изначально княжество было передано под управление Василия Шемячича, однако после его заключения в тюрьму в 1523 году, княжеством начали управлять московские воеводы (наместники).
В XVI веке о Северской земле упоминает Герберштейн в «Записках о Московии»:
Там, за Борисфеном, лежит область северская (prouincia Sevuera), доселе обитаемая: если из неё пойдёшь прямо на восток, встретишь истоки Танаиса.
После подавления восстания Болотникова имя севрюков практически исчезает из истории. В Смутное время Северская земля была местом проникновения в Россию Лжедмитриев I и II и становилась на сторону самозванцев. Во время русско-польской войны 1609—1618 подверглась значительному опустошению и по Деулинскому перемирию частично перешла к польской Короне в составе Речи Посполитой. В 1635 году был завершён процесс создания Черниговского воеводства, который сопровождался внедрением на Северщине отдельных земских правительств, позже — сеймиков, общественных и земских судов, а также поветного административного устройства. В этот период польское правительство активно поощряло заселение своей части Северской земли запорожскими казаками, что предопределило изменения этнического сознания края. Помехой для полной интеграции Северской земли стала освободительная война украинского народа под предводительством Богдана Хмельницкого. Черниговская Северщина вернулась в состав России в 1654 году уже как часть Гетманщины Богдана Хмельницкого.
В 1781—1796 годах в Российской империи существовали Черниговское наместничество с административным центром в городе Чернигов и Новгород-Северское наместничество с административным центром в городе Новгород-Северский, в которое входили земли современных Брянской, Сумской и Черниговской областей.
После 1918 года бывшие северские земли стали были разделены и стали частью советских республик — Украинской ССР и РСФСР. Небольшая часть территорий отошла к Белорусской ССР.